# Патрік Торесен
Патрік Торесен (норв. Patrick Thoresen; 7 листопада 1983, м. Осло, Норвегія) — норвезький хокеїст, лівий/центральний нападник. Виступає за «Юргорден» (Стокгольм) у Шведській хокейній лізі.
Вихованець хокейної школи «Сторгамар Дрегонс». Виступав за «Сторгамар Дрегонс», «Монктон Вайлдкетс» (QMJHL), «Бе-Комо Драккар» (QMJHL), ХК «Меррум», «Юргорден» (Стокгольм), «Зальцбург», «Едмонтон Ойлерс», «Вілкс-Барре/Скрентон Пінгвінс» (АХЛ), «Спрингфілд Фалконс» (АХЛ), «Філадельфія Флайєрс», ХК «Лугано», «Салават Юлаєв» (Уфа), СКА (Санкт-Петербург).
В чемпіонатах НХЛ — 106 матчів (6+18), у турнірах Кубка Стенлі — 14 матчів (0+2). В чемпіонатах Швеції — 83 матчі (27+26), у плей-оф — 12 матчів (2+2). В чемпіонатах Швейцарії — 48 матчів (22+41), у плей-оф — 7 матчів (1+7).
У складі національної збірної Норвегії учасник зимових Олімпійських іграх 2010 і 2014 (8 матчів, 1+6), учасник чемпіонатів світу 2004 (дивізіон I), 2005 (дивізіон I), 2006, 2007, 2009, 2010, 2012, 2013, 2014 і 2015 (45 матчів, 19+23). У складі молодіжної збірної Норвегії учасник чемпіонатів світу 2001 (дивізіон I) і 2002 (дивізіон I). У складі юніорської збірної Норвегії учасник чемпіонатів світу 2000 (група B) і 2001.
Досягнення
- Чемпіон Норвегії (2000)
- Володар Кубка Гагаріна (2011, 2015)
- Учасник матчу усіх зірок НЛА (2009)
- Учасник матчу усіх зірок КХЛ (2010, 2011)